# Surd
Surd là một thị trấn thuộc hạt Zala, Hungary. Thị trấn này có diện tích 21,94 km², dân số năm 2010 là 628 người, mật độ 29 người/km².